# DuBose Heyward
Edwin DuBose Heyward (Charleston, 31 agosto 1885 – Tryon, 16 giugno 1940) è stato uno scrittore e commediografo statunitense noto soprattutto per il romanzo Porgy di cui, con la collaborazione della moglie Dorothy Heyward, anch'ella drammaturga, realizzò l'adattamento per il libretto dell'opera Porgy and Bess di George Gershwin.